# Lone Sloane
Lone Sloane ist eine Figur des französischen Comic-Künstlers Philippe Druillet.

## Handlung
Es ist das Jahr 804 nach dem „großen Schrecken“. Der irdische Weltraumfahrer Lone Sloane wird von einem frei im All schwebenden Thron eingefangen. Dieser bringt ihn zu einem Planeten, von dessen Bewohnern er als letzter Lebensfunke zum Reaktivieren ihres „schwarzen Gottes“ gesehen wird. Lone Sloane kann jedoch der dunklen Kraft, die er aufrufen soll, widerstehen und diese zerschmettern. Bemächtigt von dunkler Energie begibt er sich nun als Raumpirat durch das All und muss gefährliche Missionen meistern. Ihm zur Seite steht sein Gehilfe Yearl sowie sein riesiges Raumschiff O Sidarta.

## Hintergrund
Die Figur war Inhalt von Druillets erstem, 1966 noch untypisch gezeichnetem, Comic-Album. Mit dem Start beim Magazin Pilote 1970 begann Druillet mit sechs Kurzgeschichten. Mit der Geschichte um den Planeten Delirius begann die erste albenlange Geschichte im typischen Stil für den Verlag Dargaud.
In Deutschland erschienen die Geschichten in Pilot und Schwermetall. 2015 erschienen die beiden Bände Die sechs Reisen und Delirius im Großformat beim avant-verlag.

## Geschichten
- 1966: Le Mystère des Abîmes
- 1970–1971: Die sechs Reisen des Lone Sloane (6 Kurzgeschichten)
- 1972: Delirius
- 1975: Gail
- 1980: Salammbô
- 1982: Carthago
- 1986: Matho
- 2000: Chaos
- 2012: Delirius 2

## Kritiken
Christoph Haas von der TAZ kritisiert: „Aggressive psychedelische Kolorierung, ungewöhnliche Formate oder völliger Verzicht auf Panels, Verwendung von kühnen Perspektiven und Symmetrien – jede Seite in „Lone Sloane“ ist ein visueller Exzess.“
Die Website Splashcomics hingegen jubelt: „Es gibt jede Menge zu Bestaunen und man wird dabei nicht satt. Hierbei ignoriert er nicht nur die Konventionen der Comics, sondern auch die der literarischen Kategorien. Das Ergebnis ist fantastisch!“ und vergibt das Prädikat „Klassiker“.